# Hare Scramble

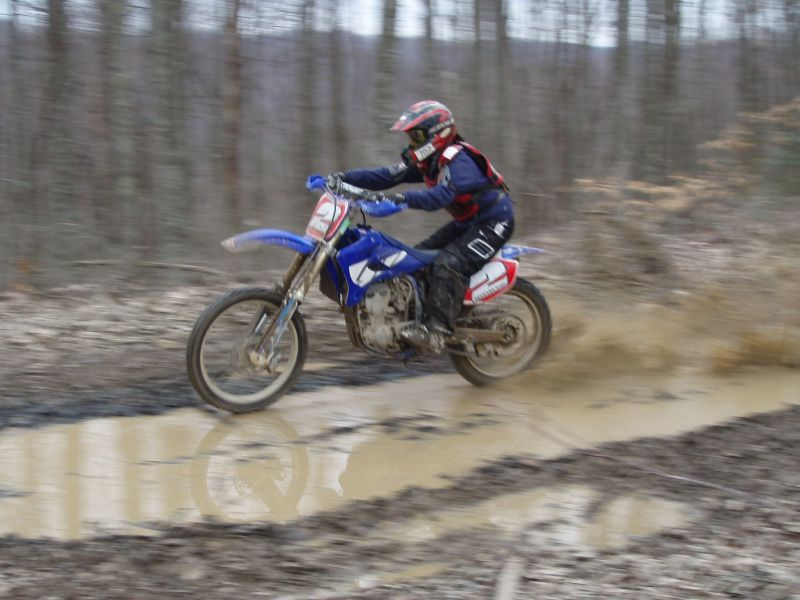
Conductor de Hare Scramble, Hyden, Ky

Hare scramble es una forma de competencia de motociclismo Enduro que varía en la distancia y el tiempo, con los pilotos de completar varias vueltas alrededor de un curso marcado a través de caminos naturales y accidentados. El ganador absoluto es el corredor que mantiene y realice la mayor cantidad de vueltas al circuito en el menor tiempo posible.

## Pista
Hare Scramble se llevan a cabo en las pistas de circuito cerrado que pueden variar de entre 2.5 a 4 km o más. El terreno es boscoso y bastante robusto para poner a prueba las habilidades y la resistencia de los pilotos . La mayor parte del curso o pista consiste en un sendero ancho arbolado, individuales y dobles , con cruces de pasto y arena ocasionalmente. Un evento puede incorporar una corta porción de una pista ya existente de motocross . El terreno natural pone a prueba las habilidades de los pilotos para navegar a través de obstáculos , tales como lechos de arroyos , troncos, colinas , barro , rocas y carreteras . A diferencia de Rally raid que va de un punto A a un punto B, el Hare Scramble se corre en vueltas sobre un circuito marcado. El ganador de cada categoría se determina normalmente porque complete más vueltas dentro de un período de tiempo predeterminado. El período de tiempo más común para una competición scramble liebre es 1, 2 o 3 horas.

## Categorización

### Por habilidades de los pilotos
Los competidores se clasifican típicamente por sus niveles de habilidad relativos y el cilindraje del motor de su motocicleta. Por ejemplo, muchas competencias clasifican a los pilotos en tres categorías, A, B, y C, siendo A el nivel de habilidad más alta . La clase C es por lo general los pilotos que están en su primer par de años de la competencia o que compiten con poca frecuencia. Por lo general, un sistema de puntos que regula el progreso de un piloto de la clase de nivel de entrada hasta en la máxima categoría . Se necesita un alto nivel de habilidad para el progreso a través de las diversas categorías de habilidad. Muchos pilotos pueden nunca progresar fuera de la categoría C de la competencia, y muy pocos pilotos tienen la habilidad y determinación para pasar a la categoría A .

### Por el tamaño del motor
Las categorías en función del tamaño del motor frecuentemente utilizan los siguientes umbrales de capacidad del motor : 0- 50cc , 66- 85cc , 85 - 100cc , 124cc - 200cc , 201- 250cc , y de más de 250 cc . En consecuencia, un piloto que comienza en una motocicleta 200cc probablemente competir en la clase 200C , que denota tanto la capacidad de su motocicleta y el nivel de habilidad relativa de los competidores.